# 地球物理流体动力学实验室
地球物理流体动力学实验室(GFDL) 是美国国家海洋和大气管理局(NOAA)海洋和大气研究办公室(OAR) 的一个实验室。现任主任是文卡塔查拉姆·拉马斯瓦米博士。它是七个 NOAA 研究实验室 (RL) 之一。 
GFDL 从事全面的长期研究，以扩大对作为复杂流体系统控制大气和海洋行为的物理过程的科学理解。然后可以对这些系统进行数学建模，并且可以通过计算机模拟方法研究它们的现象学。
GFDL 的成就包括开发了第一个研究全球变暖的气候模型、第一个综合海洋预测代码，以及第一个在飓风轨迹和强度预测方面具有重要技能的动力学模型。目前实验室内的许多研究都集中在开发用于评估自然和人为气候变化的地球系统模型。

## 成就
- 首次全球大气数值模拟——定义了当今世界各地仍在使用的数值天气预报和气候模型的基本结构。 [2]
- 世界海洋的第一次数值模拟。 [2]
- 全球变暖研究中许多核心问题的初步定义和进一步阐述，包括水汽反馈、温度变化的极地放大、夏季大陆中部干燥和云反馈。 [2]
- 第一个耦合的大气-海洋气候模型和使用这些模型的第一个全球变暖模拟（包括上述反馈过程和大西洋倾覆环流的潜在减弱）。 [2]
- 开发最先进的飓风模型并将其转移到 NOAA 国家气象局和海军的运营中。 [2]

## 科学部门
GFDL 拥有一个由大约 300 名研究人员、合作者和工作人员组成的多元化社区，其中许多来自英国、印度、中国、日本、法国等。该实验室目前分为几个科学部门（按字母顺序排列如下），此外还有一大群被称为建模系统部门的科学程序员，以及一个大型计算机支持小组。 

### 大气物理学
现任负责人：Venkatachalam Ramaswamy 博士
该部门的目标是利用地球系统的数值模型和观测来描述和量化大气物理过程，特别是那些涉及温室气体、气溶胶、水蒸气和云的过程，以及它们在大气环流、天气和气候中的作用。

### 生物地球化学、大气化学和生态系统
现任负责人：John P. Dunne 博士
该部门的目标是开发和使用 GFDL 的地球系统模型，以更全面地了解物理、化学和生态驱动因素之间的相互作用以及地球系统的反馈。

### 海洋和冰冻圈
现任负责人：张荣博士
该部门的目标是进行领先的研究，以了解海洋和冰冻圈的变化和可变性；它们与天气、气候、海平面和生态系统的相互作用；并提前预测和预测未来的变化。为了支持这一目标，我们正在为海洋、海冰、陆地冰和完全耦合模型开发最先进的数值模型。

### 季节到年代际的变化和可预测性
现任负责人：Tom Delworth 博士
该部门的目标是提高我们对气候变率、可预测性和从季节到数十年的时间尺度变化的理解。这包括耦合气候系统的内部变率，以及对变化的辐射强迫的响应。我们正在积极开发下一代实验性季节到年代际预测系统。

### 天气和气候动态
现任负责人：托马斯·克努森
该部门的目标是为下一代地球系统模型开发创新的物理和动力组件，特别强调高分辨率（1-25 km) 大气模型开发。我们的目标是探索天气和气候建模和分析的前沿，并改进对飓风、洪水、严重风暴和干旱等高影响事件的预测，从天气到季节和年际（2 年）时间尺度。

## 设施
GFDL 位于新泽西州普林斯顿的普林斯顿大学Forrestal 校区。
自 2011 年 3 月起，GFDL 不再拥有现场超级计算机。相反，他们使用了具有超过 140,000 个处理器内核的大规模并行Cray超级计算机，该超级计算机目前位于田纳西州橡树岭的橡树岭国家实验室。这与他们之前的系统架构形成了鲜明对比，后者由八台硅谷图形公司Altix计算机组成，每台计算机包含 1024 个CPU内核。 硬件更新平均每 18 个月发生一次。
自 1950 年代以来，GFDL 一直在使用高性能计算系统进行数值建模。

## 校友
- 柯克·布莱恩（海洋学家）
- 真锅淑郎
- 栗原义雄